# I Вспомогательный легион
I Вспомогательный легион (лат. Legio I Adiutrix) — римский легион эпохи империи.
Был сформирован в 68 году. Легион принимал участие в гражданской войне 69 года, позднее был передислоцирован на рейнскую границу, где сражался в приграничных кампаниях. К концу I века подразделение было переброшено на дунайскую границу, где стояло лагерем вплоть до конца своего существования. Однако в разное время легион использовался в походах на восточной границе. Последние упоминания о нём относятся к середине V века.
Эмблемой I Вспомогательного легиона был козерог, но также использовался и крылатый конь Пегас.

## История легиона

### Эпоха гражданской войны 69 года и династии Флавиев

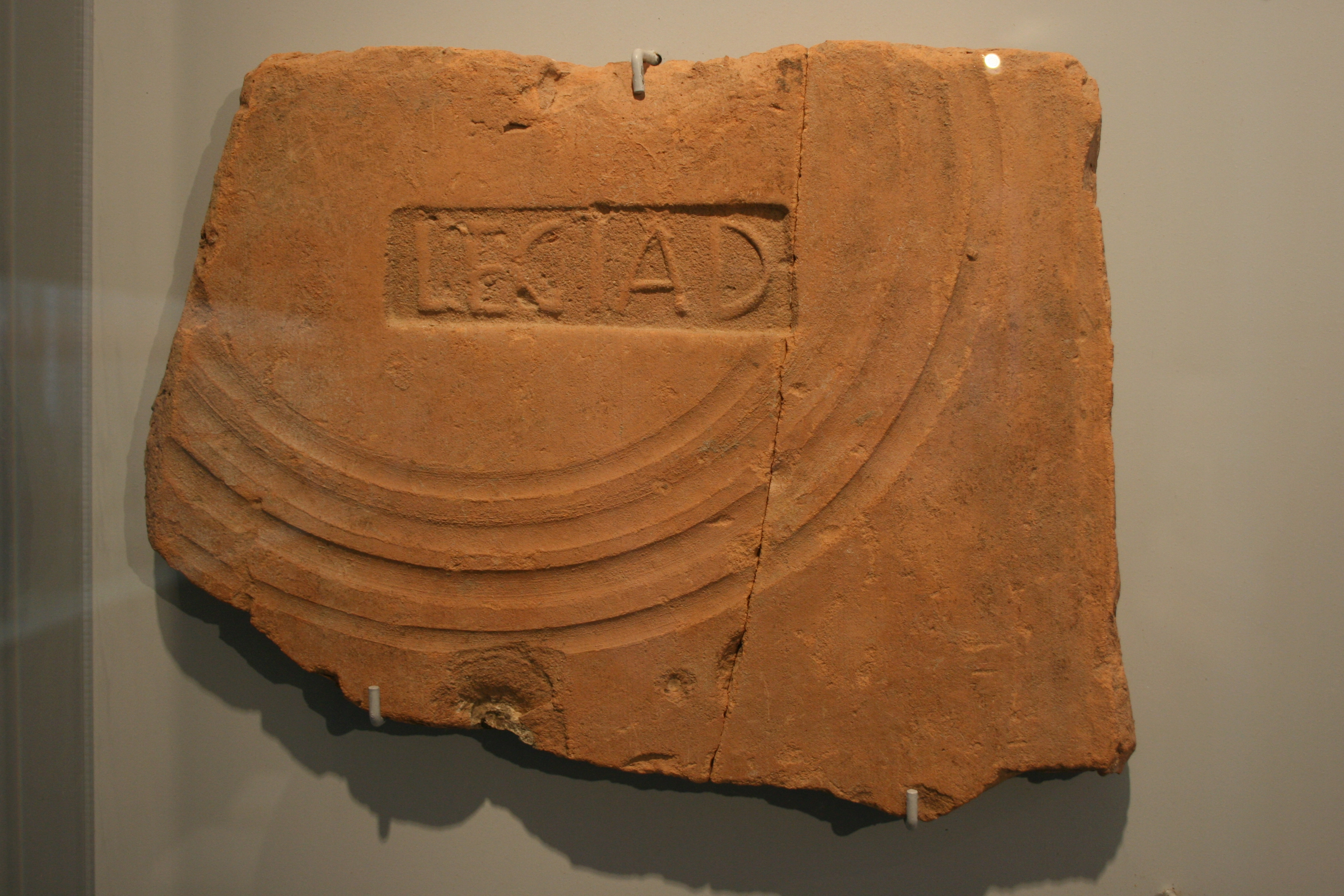
Обломок плитки со штампом I Вспомогательного легиона

I Вспомогательный легион был сформирован в 68 году (существует военный диплом от этого года, его упоминающий), однако остается неясно, кто был его создателем. Античные источники утверждают, что это был император Нерон, который основал его незадолго до своего самоубийства. Однако историк III века Дион Кассий, который, как правило, хорошо информирован и был лично знаком с легионом, считает, что подразделение было организовано по приказу Гальбы. Но тем не менее, можно предложить и версию, примиряющие обе стороны. Скорее всего, Нерон начал организовывать легион из моряков Мизенского флота, в то время как Гальба был ответственным уже за заключительные этапы образования, когда были принесены жертвы и легион получил своего орла. Вполне вероятно, в числе первых новобранцев легиона были и дети. По всей видимости, легион никогда не воевал за Нерона, который покончил с собой во время его формирования. На момент смерти Нерона он находился в Риме вместе с отдельными подразделениями из германских провинций. Прозвище легиона «Вспомогательный» указывает на то, что он был создан в трудный момент для оказания поддержки имеющимся войскам.
Во время гражданской войны 69 года I Вспомогательный легион встал на сторону Отона. Боевое крещение это подразделение получило в первом сражении у Бедриака в апреле 69 года. Его солдаты, как сообщает Тацит, «яростно рвались в бой, дабы стяжать себе первые лавры», но были разбиты, хотя и сумели захватить орла XXI Стремительного легиона. Новый император Вителлий передислоцировал легион в Испанию, «дабы он успокоился, живя на отдыхе, вдали от военных столкновений». Однако, как только представилась возможность, легион перешёл на сторону Веспасиана и увлек за собой два других испанских легиона, VI Победоносный и X Парный. В 70 году подразделение принимало участие в подавлении Батавского восстания под руководством Квинта Петиллия Цериала. После этого легион стал лагерем в Могонциаке, разделив его вместе с XIV Парным. Многие плитки и кирпичи свидетельствуют о бурной строительной деятельности, развернутой солдатами данных легионов. Ими были построены акведук, а также поселение и бани с суточной мощностью 6500 м³ воды. Необходимый стройматериал изготовлялся легионерами в городе Таберны. В Аквах Маттиаков солдаты I Вспомогательного, XIV Парного, XXI Стремительного и XXII Первородного участвовали в возведении терм. По другой версии, вплоть до 88 года I Вспомогательный легион не покидал пределов Испании.

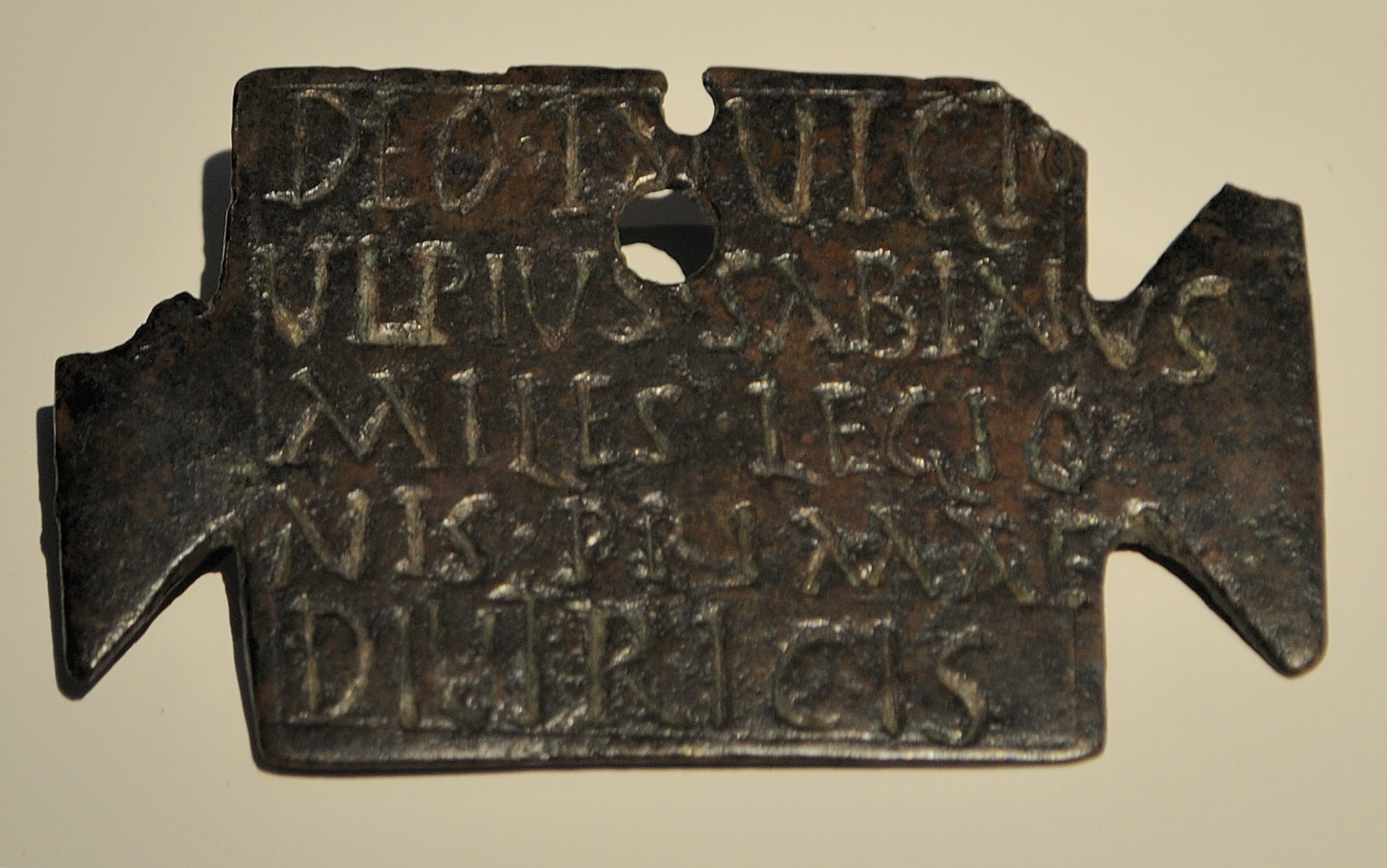
Бронзовая пластина с текстом Deo Invicto / Ulpius Sabinus / miles legio/nis primae / (A)diutricis «Непобедимому богу Ульпий Сабин, солдат I Вспомогательного легиона»

В 83 году подразделение принимало участие в походе императора Домициана против племени хаттов, которое жило напротив Могонциака на восточном берегу реки Рейн. После завершения кампании вексилляции восьми британских и верхнегерманских легионов под руководством примипила XII Молниеносного легиона Гая Велия Руфа занимались обширной строительной деятельностью на территории лингонов (Северная Франция). Несколько лет спустя, примерно в 86 году, I Вспомогательный легион был передислоцирован в Паннонию в связи с гибелью XXI Стремительного легиона, разгромленного вторгшимися в римские провинции даками. Лагерь подразделения расположился в Бригеционе. В 88 году большая римская армия под руководством Луция Теттия Юлиана вторглась в Дакию и разгромила даков в сражении при Тапах. I Вспомогательный легион был одним из девяти легионов, привлеченных к кампании. К сожалению, восстание наместника Верхней Германии Луция Антония Сатурнина в 89 году помешало закрепить достигнутый успех. I Вспомогательный легион участвовал в подавлении этого мятежа.

### Эпоха династии Антонинов
После убийства Домициана в 96 году на дунайской границе царило определенное беспокойство из-за того, что местная армия отказалась подчиняться новому императору Нерве. Тем не менее, вскоре она его признала вместе с его наследником Траяном, усыновленным Нервой в 97 году. Кажется, что I Вспомогательный легион вел себя наиболее лояльно по отношению к Траяну, который присвоил легиону почётное прозвище «Преданный и верный» (лат. pia fidelis). В 96 году солдаты подразделения принимали участие в походе против свевов.
По всей видимости, император Траян использовал его во время завоевания Дакии (101—106 годы). Как считает М. Юнеманн, легион покинул Германию в самом начале кампании. Плитка, обнаруженная в дакийском городе Апул, со словами «XIII Парный» и «I Вспомогательный» позволяет предположить, что легион в течение непродолжительного времени (возможно, в период между первым и вторым дакийским походом) разделил крепость с другим подразделением, но следует отметить, что чтение надписи является далеко не точным. После покорения Дакии и обращения её в провинцию I Вспомогательный легион вернулся на место своего постоянного базирования. В 115—117 годах, возглавляемый легатом Авлом Платорием Непотом Апонием Италиком Маниллианом, легион принял участие в кампании против Парфии. Преемник Траяна Адриан отправил его обратно в Бригецион, где он сменил XXX Победоносный Ульпиев легион.
Последующие десятилетия были относительно спокойными на дунайской границе. В связи с этим, подразделения I Вспомогательного легиона привлекались к разрешению конфликтов на Востоке и Северной Африке. Можно предположить, что отдельные части были отправлены на Восток для участия в парфянском походе Луция Вера. В 171—175 годах легион возглавлял Публий Гельвий Пертинакс. В те годы подразделение участвовало в Маркоманской войне. По всей видимости, именно с этим легионом произошло так называемое «чудо с дождем»: когда римляне были окружены квадами и отрезаны от источников воды, неожиданно прошёл сильный дождь, спасший их от гибели.

### Эпоха династии Северов и солдатских императоров

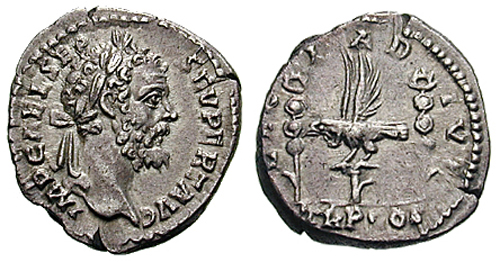
Денарий Септимия Севера с упоминанием I Вспомогательного легиона

После убийства Пертинакса в 193 году I Вспомогательный легион поддержал наместника Верхней Паннонии Септимия Севера в борьбе против Дидия Юлиана и участвовал в походе на Рим. Надпись Аврелия Сура, предположительно погибшего во время осады Византия, указывает на то, что легион воевал против Песценния Нигера. В 195 и 197—198 годах подразделение принимало участие в двух кампаниях против парфян, после чего вернулось обратно в Паннонию. В 208 году под руководством легата Корнелия Валента легион воевал в Британии. Упоминания о нём мы находим на монетах, чеканившихся в правление Септимия Севера. Легион или, по крайней мере, его часть, принимал участие в парфянском походе Каракаллы в 216—217 годах. В эпоху правления династии Северов он получил почетное прозвище «Северов».
В правление императора Максимина I Фракийца легион участвовал в кампании против даков в 237 году, а в 244 году при Гордиане III воевал с персами. В течение III века I Вспомогательный легион получил почетные прозвища «Дважды преданный и верный» (лат. Pia Fidelis bis) и «Постоянный» (лат. Constans), но в связи с какими заслугами, неизвестно. Монеты, относящиеся ко времени правления Галлиена, содержат надписи с упоминанием подразделения.

### Поздняя античность
Согласно Notitia Dignitatum, в начале V века I Вспомогательный легион, ставший к тому времени лимитаном, находился под руководством дукса провинции Прибрежная Валерия (Западная Венгрия) и по-прежнему размещался в Бригеционе и, возможно, в Трансаквинке. Последнее упоминание о нём относится к 444 году. Вполне возможно, что легион был распущен в результате разгрома его гуннами, хотя по некоторым предположениям, он просуществовал вплоть до правления Юстиниана I.